# Оленівка (Горлівський район)
Оле́нівка — селище Вуглегірської міської громади Горлівського району Донецької області, Україна. Населення становить 779 осіб.

## Географія
Населений пункт є північно-східним передмістям міста Єнакієвого, розташований на північно-західному березі Волинцевського водосховища (утвореного річкою під назвою Булавина). Знаходиться за 58 км від Донецька
Сусідні населені пункти: на півночі — Олександрівське, місто Вуглегірськ; північному заході — Каютине, місто Горлівка; північному сході — Грозне, Ступакове, Савелівка; заході — Софіївка; сході — Прибережне, Булавинське (вище за течією Булавиної); південному сході — Славне; півдні — місто Бунге.

## Історія
За даними 1859 року Оленівка (Волинцеве, Опанасівка), панське село, над річкою Булавина, 58 господ, 316 особи.

### Російсько-українська війна
2014 року селище було окуповано російськими військами та терористами з т. зв. ДНР.
У травні 2022 року, під час повномасштабного вторгнення РФ до України, російські терористи проводили «фільтрацію» людей із окупованого Маріуполя. Всіх родичів військових ЗСУ, колишніх правоохоронців, активістів, журналістів та «підозрілих» людей вони вивозили до колишньої виправної колонії № 52 у с. Оленівка або до тюрми «Ізоляція» в Донецьку.

## Населення

### Мова
Розподіл населення за рідною мовою за даними перепису 2001 року:
| Мова       | Кількість | Відсоток |
| ---------- | --------- | -------- |
| російська  | 843       | 87.45%   |
| українська | 121       | 12.55%   |
| Усього     | 964       | 100%     |

За даними перепису 2001 року населення селища становило 964 особи, із них 12,55 % зазначили рідною мову українську, 87,45 % — російську